# Litwiny (rejon rosieński)
Litwiny (lit. Litvinai) – wieś na Litwie, położona w okręgu kowieńskim, w rejonie rosieńskim, w gminie Szydłowo (Šiluvos seniūnija). Miejscowość położona 3,5 km na północny wschód od miasteczka Żoginie.

## Historia
W XIX wieku wieś znajdowała się w gminie Betygoła w powiecie kowieńskim guberni kowieńskiej Imperium Rosyjskiego. 
W okresie międzywojennym Litwiny należały do odrodzonego państwa litewskiego.
W latach 1940–1941 w Litewskiej Socjalistycznej Republice Radzieckiej. W latach 1941–1944 pod okupacją niemiecką. W latach 1944–1990 ponownie w granicach ZSRR. Od 1990 roku w niepodległej Litwie.